# 鹿毛継雄
鹿毛 継雄（かげ つぐお、1930年（昭和5年）- 1991年（平成3年））は、日本の法学者・民法学者・司法書士だった人物。専門は親族法・相続法。中央大学法学部通信教育課程出身の生え抜き教員の1人。東京出身。
1948年、不動産会社の第一不動産に事務員として勤務。1952年、中央大学法学部通信教育課程卒業。興和不動産入社。1966年、中央大学大学院法学研究科入学。宅地建物取引士登録。1967年、同大学院法学研究科中退。興和不動産を退職し、恩師の紹介で向江法律事務所勤務。1968年、東京法経学院宅建講座講師（~1976年）。在職中に行政書士合格。その後、行政書士登録。1971年阿部法律事務所勤務。1976年明治学院大学法学部助手・同法律科学研究所研究員（~1978年）。1978年司法書士合格。1979年司法書士登録。国際栄養士専門学校非常勤講師（~1983年）。明治学院大学法学部非常勤講師（~1991年）。1980年、東京法経学院司法書士講座講師（~1983年）。1983年、国際学院埼玉短期大学健康栄養学科教授。日本比較法研究所嘱託研究員（~1991年）。1991年、在職中に逝去。

## 業績
著書
- 『図でわかる民法 : 総則、物権、債権、親族・相続』（週刊住宅新聞社、1984年初版・1990年改訂第6版）
- 『現代社会と法』（編著、ソルト出版、1988年）
- 『図でわかる宅建民法』（共著、週刊住宅新聞社 1993年改訂第9版） - 図でわかる民法の改題版
- 『権利関係ポイント100 (宅建重要シリーズ) 』（週刊住宅新聞社; 1989年初版・1991年改訂第3版）
- 『日本国憲法』（共著、ソルト出版、1991年）

論文
- 「夫婦財産制の再検討ー民法第762条についてー」（国際学院埼玉短期大学研究紀要 Vol.6、1985年）
- 「夫婦の財産関係をめぐる法改正について」（国際学院埼玉短期大学研究紀要 Vol.7、1986年）
- 「有責配偶者の離婚請求について」（国際学院埼玉短期大学研究紀要 Vol.10、1989年）